# Franck Menonville
 (juillet 2025).
Si vous disposez d'ouvrages ou d'articles de référence ou si vous connaissez des sites web de qualité traitant du thème abordé ici, merci de compléter l'article en donnant les références utiles à sa vérifiabilité et en les liant à la section « Notes et références ».
 (juillet 2025).
Franck Menonville, né le 3 octobre 1972, est un homme politique français membre de l'UDI, sénateur de la Meuse.

## Biographie
Après un brevet de technicien agricole en 1992, et un brevet de technicien supérieur «technologies végétales» en 1994, il suit un mastère à l’ESCAIA, École Supérieure de la Coopération Agricole et des Industries Alimentaires en 1995. De 1996 à 1998, il est cadre commercial chez un négociant en céréales. Depuis 1999, il gère deux exploitations agricoles, l'une en Meuse, l'autre dans la Marne. Il est marié et père de deux enfants[réf. nécessaire].
Par ailleurs, Franck Menonville a dirigé plusieurs organisations agricoles. Ainsi il devient en 2000, et jusqu'en 2008 vice-président des Jeunes Agriculteurs de la Meuse. Il est d'autre part membre du bureau de la Chambre départementale d'agriculture de la Meuse de 2001 à 2007. Il devient en 2006 président des Jeunes agriculteurs de Lorraine puis en 2007 vice-président de la Chambre départementale d'Agriculture de la Meuse, chargé des territoires et des collectivités, jusqu'à son élection[Laquelle ?] en septembre 2017[réf. nécessaire].
Il devient en 2007 président de la SAFER de Lorraine, puis en 2008 trésorier de la Fédération nationale des SAFER (FNSAFER), puis en 2012, secrétaire général de la FNSAFER, et en 2017 président de la SAFER Grand-Est, dont il démissionne en 2018, après avoir été élu sénateur[réf. nécessaire].
De 2008 à 2017, il est adjoint au maire de Stainville, poste qu'il abandonne quand il est sénateur.  Il est réélu lors des élections municipales en 2020.
En 2021, lors des Élections régionales de 2021 dans le Grand Est, il est élu conseiller régional de Grand Est et devient vice-président de la commission territoires.
Le 24 septembre 2017, il est élu sénateur de la Meuse lors des élections sénatoriales de 2017,  réélu, le 24 septembre 2023.
Au Sénat, il est vice-président de la commission des affaires économiques, membre de la délégation sénatoriale aux entreprises. Il est Vice-Président de la commission d'enquête sur l'impact du narcotrafic en France et les mesures à prendre pour y remédier[réf. nécessaire].
Il est officier du Mérite agricole et chevalier dans l'Ordre national du Mérite[réf. nécessaire].
Il est co-auteur d'une proposition de loi en janvier 2025 « visant à lever les contraintes à l’exercice du métier d’agriculteur », dite « Loi Duplomb »,, qui, selon Le Monde, est en rupture avec la transition écologique. Elle comprend notamment l’autorisation de l’épandage par drone, un affaiblissement des pouvoirs de l’Office français de la biodiversité, une normalisation des mégabassines qui deviendraient d’« intérêt général majeur », et l'autorisation des néonicotinoïdes, des pesticides nuisibles aux abeilles et autres pollinisateurs particulièrement persistants dans l’environnement.  Cette loi recueille  2 millions de signatures de citoyens demandant son rejet.